# Leptolalax solus
Leptolalax solus é uma espécie de anfíbio anuro da família Megophryidae. Está presente na Tailândia. A UICN classificou-a como em perigo de extinção.